# John Christopher
John Christopher je nejznámější pseudonym anglického spisovatele Samuela Youda (16. dubna 1922 Knowsley, Lancashire – 3. února 2012 Bath, Somerset). Pod tímto pseudonymem napsal svá nejznámější díla, která jsou z oblasti hororu a fantastiky. Mimo fantastiku napsal pod množstvím různých pseudonymů řadu titulů dalších žánrů a pod pseudonymem Christopher Samuel Youd vydával své odborné spisy.

## Život
Narodil se roku 1922 v rodině továrního dělníka. Vzdělání získal na Peter Symonds College ve Winchesteru v Hampshire. Před druhou světovou válkou byl aktivní ve sci-fi fandomu. V letech 1941–1946 sloužil v britské armádě v Royal Corps of Signals (spojaři). Věnovat se spisovatelskému povolání mu umožnilo stipendium Rockefellerovy nadace. Svá první díla vydával pod jménem Christopher Youd, od roku 1951 používal pseudonym John Christopher. Roku 1956 vydal svůj nejznámější román The Death of Grass (Smrt trávy).
Počínaje rokem 1966 začal psát sci-fi knihy pro mládež a za román The Guardians (1970) získal roku 1971 Guardian Children's Fiction Prize a roku 1976 německou cenu Deutscher Jugendliteraturpreis.
Dlouhá léta žil v Rye ve Východním Sussexu. Zemřel ve městě Bath na rakovinu močového měchýře.

## Dílo (výběr)

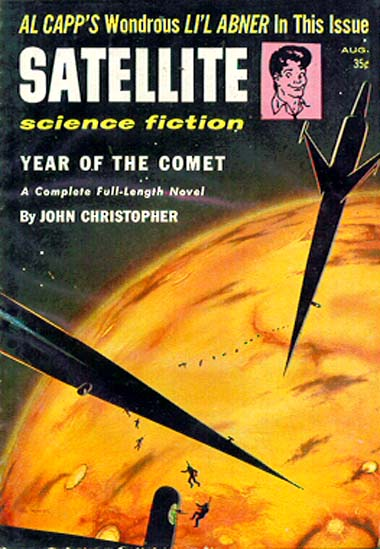
Obálka časopisu Satellite z roku 1957 s autorovým románem Year of the Comet.

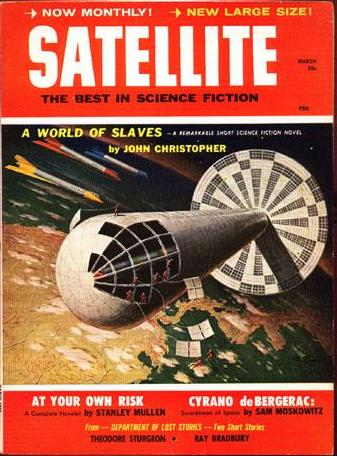
Obálka časopisu Satellite z roku 1959 s autorovou povídkou A World of Slaves.

### Básně
- Dreamer (1941), jako C. S. Youd.

### Povídky
- Christmas Tree (1949. Vánočni stromek), jako Christopher S. Youd.
- Colonial (1949), jako Christopher Youd.
- Monster (1950), jako Christopher Youd.
- In the Balance (1951), jako C. S. Youd.
- Balance (1951).
- Man of Destiny (1951).
- Museum Piece (1953, Muzeum nástrojů).
- Blemish (1953, Poskvrna).
- The Prophet (1953).
- The Rather Improbable History of Hillary Kiffer (1953), jako William Vine.
- Weapon (1954, Zbraň ve snu), česky též jako Ideální zbraň.
- A World of Slaves (1959).
- Communication Problem (1967).
- The Island of Bright Birds (1972).
- Paths (1984).
- A Journey South (1991).
- Return to Earth (2008).

### Povídkové sbírky
- The Twenty-Second Century (1954, Dvacáté druhé století).

### Eseje
- SF Under a Cloud (1953).
- The Decline and Fall of the Bug-Eyed Monster (1956).
- Science and Anti-Science (1958).
- An Afterword (2001), jako Sam Youd.

### Romány (jako John Christopher)
- The Winter Swan (1949, Zimní labuť), jako Christopher Youd, fantasy.
- The Year of the Comet (1955, Rok komety), také jako Planet in Peril (1959, Planeta v ohrožení). Román se odehrává v postkapitalistické budoucnosti, kde neexistují národní státy, ale korporace, jejichž zaměstnanci jako občané-pracovníci jsou přehledně roztříděni podle svých schopností.
- The Death of Grass (1956, Smrt trávy), také jako No Blade of Grass (1956), katastrofický román, v němž lidmi vytvořený antivirus proti ničiteli rýžových polí začne likvidovat všechny druhy trávy a příbuzných druhů, kam patří všechny druhy obilí. Příběh sleduje změny lidských hodnot při snaze přežít i za cenu ztráty morálních zábran.
- The Caves of Night (1958, Jeskyně noci), česky jako Temná cesta peklem, nefantastický román popisuje milostný trojúhelník v extrémních podmínkách, když při speleologickém průzkumu uvízne manžel, nevěrná manželka a její milenec v podzemí.
- A Scent of White Poppies (1959), nefantastický román.
- The Long Voyage (1960), také jako The White Voyage (1961), nefantastický román.
- The Long Winter (1962, Dlouhá zima), také jako The World in Winter (1962, Svět v zimě), katastrofický román. Příběh se odehrává v Evropě v období nové doby ledové v důsledku poklesu slunečního záření, kdy z Velké Británie, kde hrozí hladomor, prchají lidé do tropů, konkrétně do Nigérie, kde žijí ve slumech a jsou buď nezaměstnaní nebo vykonávají podřadné práce.
- Sweeney's Island (1964), také jako Cloud on Silver (1964, Stříbrný mrak), román popisuje osudy trosečníků z výletní jachty, kteří se v Tichomoří zachrání na malém ostrově, kde na ně začnou působit rychlé mutace.
- The Possessors (1964, Posedlí), sci-fi román s hororovými prvky o invazi mimozemské inteligence.
- A Wrinkle in the Skin (1965, Záhyb na kůži), také jako The Ragged Edge (1965), katastrofický román. Masivní série silných zemětřesení v zničila většinu obcí a měst a uvrhla přeživší lidí do barbarství.
- The Little People (1967, Malí lidé), horor, jehož děj se odehrává v tajemném zámku v Irsku.
- Tripods, trilogie určená mládeži, v níž se skupina dětí snaží zachránit svět před mimozemšťany: The White Mountains (1967, Bílé hory), The City of Gold and Lead (1967, Město zlata a olova) a The Pool of Fire (1968, Ohnivá tůň). Souborné vydání je z roku 1980. Roku 1988 připsal Christopher další díl When the Tripods Came, který dějově předchází původní trilogii, čímž vznikla tetralogie, která souborně vyšla pod názvem The Tripods Collection roku 1999. Lidé jsou zotročeni tripody, gigantickými trojnohými chodícími stroji, které jsou řízeny neviditelnými cizími subjekty, zvanými "Masters",
- Pendulum (1968, Kyvadlo), katastrofický román. Studentské demonstrace a hospodářská krize vedou ke kolapsu společnosti a k vzestupu motorkářských gangů mladých lidí, kteří ve skutečností vládnou Anglii.
- The Lotus Caves (1969, Jeskyně Lotofagů), román odehrávající se na Měsíci, kde dva chlapci najdou v podzemí stopy mimozemské inteligence, která se snaží přivábit lidi k sobě.
- The Guardians (1970, Strážci), román pro mládež, za který autor získal roku 1971 Guardian Children's Fiction Prize a roku 1976 německou cenu Deutscher Jugendliteraturpreis. Román se odehrává v autoritářské Anglii, rozdělené do dvou odlišných společností: na přelidněná města a aristokratické, řídce osídlené kraje.
- The Sword of the Spirits, fantasy trilogie z postkatastrofické Anglie: The Prince in Waiting (1970), Beyond the Burning Lands (1971) a The Sword of the Spirits (1972). Souborné vydání je z roku 1980. V důsledku celosvětové ekologické katastrofy se život lidstva vrátil do středověku plného opevněných měst a věčné války.
- Dom and Va (1973), román pro mládež. V prehistorické době se chlapec z loveckého kmene setká s dívkou z nepřátelského kmene zemědělců. Potřebují se naučit koexistovat a smíchat své odlišné kultury, aby mohli žít dohromady.
- Wild Jack (1974), román ze vzdálené budoucnosti Anglie.
- Empty World (1977, Prázdný svět), román pro mládež
- Fireball (Ohnivá koule), trilogie odehrávající se v paralelním světě, kde je Británie pod římskou nadvládou: Fireball (1981), New Found Land (1983) a Dragon Dance (1986).
- A Dusk of Demons (1993, Soumrak démonů), postkatastrofický román odehrávající se ve Skotsku ohrožovaném démonickými bytostmi.
- Bad Dream, časopisecky 2000-2001, knižně 2003, temná vize blízké budoucnosti, kde jsou zábava a moc k nerozeznání, protože se virtuální realita stala převládající formou zábavy pro masy.

### Romány (jako Samuel Youd)
- Babel Itself (1951).
- Brave Conquerors (1952).
- Crown and Anchor (1953).
- Palace of Strangers (1954).
- Holly Ash (1955).
- Giant's Arrow (1960).
- The Choice (1961).
- The Summers at Accorn (1963).

### Romány (jako Peter Graaf)
- Joe Dust series: Dust and the Curious Boy (1957), Daughter Fair (1958) a The Sapphire Conference (1959).
- The Gull's Kiss (1962).

### Romány (jako Hilary Ford)
- Felix Walking (1958).
- Felix Running (1959).
- Bella on the Roof (1965).
- A Figure in Grey (1973).
- Sarnia (1974).
- Castle Malindine (1975).
- A Bride for Bedivere (1976).

### Romány (jako Stanley Winchester)
- The Practice (1968).
- Men With Knives (1968).
- The Helpers (1970).
- Ten Per Cent of Your Life (1973)

## Filmové adaptace
- No Blade of Grass (1970), americký film podle románu Smrt trávy, režie Cornel Wilde.
- The Tripods (1984-1985), britský televizní seriál, režie Graham Theakston, Christopher Barry a Bob Blagden.
- Die Wächter (1986), západoněmecký televizní seriál podle románu The Guardians, režie Franz Peter Wirth.
- Leere Welt (1987), západoněmecký televizní film podle románu Empty World, režie Wolfgang Panzer.
- High Moon (2014), kanadský televizní film podle románu The Lotus Caves, režie Adam Kane.

## Česká vydání

### Samostatné povídky
- Zbraň ve snu, fanzin Bene Gesserit 3, SFK Winston Praha 1987, pod názvem Ideální zbraň ve fanzinu Ikarie XB 4, SFK ADA (Nostromo) Praha 1988, a jako Zbraň ve snu v antologii Světy science fiction. AFSF, Praha 1993, přeložil Jan Hlavička,
- Poskvrna, fanbook SF překlady 0, FK Winston Praha a SFK Parsek Praha 1988, přeložil Evžen Jindra.

### Knihy
- Stříbrný mrak, román vyšel na pokračování v časopise Ahoj, Melantrich, Praha 1974, přeložil Ladislav Smutek.
- Temná cesta peklem, Dolmen, Praha 1991, přeložil Ladislav Smutek.
- Posedlí, Lunarion, Praha 1993, přeložil Ladislav Smutek.
- Smrt trávy, Najáda, Praha 1996, přeložil Stanislav Kadlec.